# Isidore Taylor
Il barone Isidore Justin Séverin Taylor (Bruxelles, 14 luglio 1789 – Parigi, 6 settembre 1879) è stato un drammaturgo, artista e filantropo francese, pioniere del movimento romantico.

## Biografia
Figlio di Hélie Taylor, professore nato in Gran Bretagna verso il 1762, naturalizzato francese e morto a Parigi nel 1830, che aveva insegnato all'università di Leida e pubblicato qualche saggio sulla grammatica inglese, e di Marie-Jacqueline-Antoinette Walwein, nata a Bruges, figlia di Charles Eugène-Jacques Walwein, consigliere di commercio e assessore di Bruges, governatore della cerchia cittadina e consigliere di Giuseppe II e di Jeanne du Chastelet: i suoi genitori si  sposeranno nel 1791 a Parigi.
Nella sua infanzia, guadagnò denaro illustrando libri e collaborando alla stampa. Destinato alla carriera militare, Isidore Taylor si iscrisse  all'École polytechnique, ma abbandonò in breve tempo questi studi e si rivolse verso il Collège de France, per seguirvi le lezioni di arte di Joseph-Benoît Suvée fino alla partenza di quest'ultimo per Roma, ove era stato nominato direttore dell’Accademia di Francia in sostituzione di François-Guillaume Ménageot. Nel 1813, si arruolò nell'esercito e proseguì le sue attività artistiche e letterarie mentre era tenente della Guardia reale nel periodo della Restaurazione. La sua carriera militare culminò con la Spedizione di Spagna del 1823, nel corso della quale diede prova di grande coraggio.
Viaggiò molto, girando il mondo, ma soprattutto l'Europa e la Francia, collezionando opere d'arte per i musei francesi e fondando diverse associazioni per soccorrere gli artisti e gli scrittori. Nel 1818, intraprese la redazione, con Charles Nodier, di una serie di volumi sulle diverse regioni francesi, la cui pubblicazione si protrasse per circa sessant'anni: intitolata Voyages pittoresques et romantiques dans l'ancienne France, costituisce il primo catalogo organico delle ricchezze del patrimonio culturale francese.
Negli anni 1820, scrisse o tradusse numerose pièces teatrali. Degna di nota la brillante traduzione del celebre dramma di Maturin, in collaborazione con Charles Nodier, Bertram, or The Castle of St. Aldobrand. Nel 1821, con Langlois e Ozou, fu tra i fondatori del teatro Panorama-Dramatique. Fu uno dei due amministratori del teatro durante i due anni in cui riuscì a sopravvivere. Nello stesso periodo collaborava anche a giornali e riviste di critica d'arte.
Nel 1825, quando la Comédie-Française era al punto più basso del suo successo, fu nominato regio commissario per questo teatro e in meno di cinque anni gli restituì la prosperità e l'influenza. Dal 1831 al 1838, amministrò di nuovo la Comédie-Française, ove per merito suo ci fu la riscoperta de Le nozze di Figaro di Beaumarchais. Romantico convinto, aprì la porta al movimento romantico e prese parte attiva alla «campagna degli Hugolâtres». Forte della sua posizione, fece mettere in scena Henri III et sa cour di Alexandre Dumas padre, poi Hernani. e Marion Delorme di Victor Hugo. Quando Il re si diverte fu proibito nel 1832, Hugo intentò un processo al Théâtre-Français sperando di conservare l'amicizia di Taylor.
La sua passione per l'archeologia lo condusse in Egitto per acquisire dei reperti. Nominato, per ordinanza reale del 6 gennaio 1830, commissario del re presso il Pascià d'Egitto per negoziare la cessione dell'Obelisco di Luxor e per trasportare in Francia l'ago di Cleopatra.
Incaricato di raccogliere in Egitto opere d'arte e reperti antichi, destinati ad arricchire il Museo del Louvre, ricevette un credito di 100 000 franchi per far fronte alle spese della sua missione. Gli furono affidati diversi doni destinati al pascià Mehmet Ali e a suo figlio. Sbarcò ad Alessandria dal brigantino Le Lancier, riuscì a tornare indietro con l'obelisco di Luxor, a dispetto di alcuni momenti d'incertezza in seguito ad avvicendamenti politici in patria, dovuti alla Rivoluzione di luglio. Nel 1836 l'obelisco di Luxor fu innalzato sul suo piedistallo in place de la Concorde.
Nominato ispettore generale delle Belle Arti nel 1835, fu incaricato da Luigi Filippo di acquisire dei quadri in Spagna, che permetteranno l'apertura della Galerie espagnole al Museo del Louvre nel 1838. Dopo aver ottenuto il titolo di barone da Carlo X, per ordinanza del 28 maggio 1825, fu confermato nel titolo di barone ereditario con le lettere patenti del 4 maggio 1870..

### Filantropia
Conscio della grande difficoltà degli artisti anziani, malati, senza mezzi economici e senza soccorsi decise di dare vita a una serie di associazioni di mutuo soccorso per: 
- gli artisti drammatici (1834)[20][21];
- gli artisti musicali (1843)[22];
- i pittori, scultori, architetti, incisori e disegnatori (1844)[22];
- gli inventori e gli artisti industriali (1845)[22].

L'associazione di mutuo soccorso per gli artisti drammatici è conosciuta oggi con il nome di Mutuelle nationale des artistes Taylor.

### Riconoscimenti

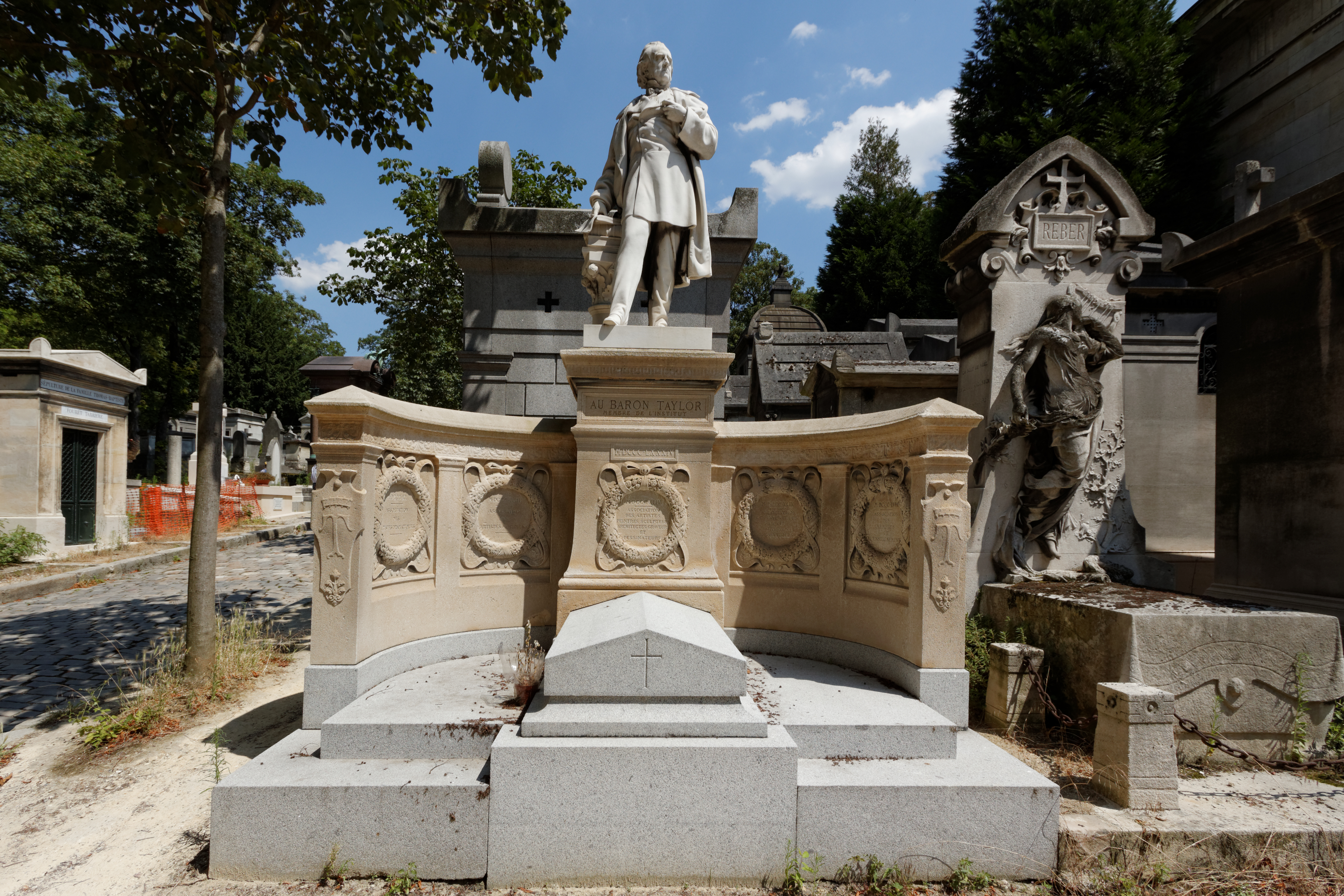
Tomba di Isidore Taylor al cimitero di Père-Lachaise.

Nel 1847 fu eletto membro dell'Académie des beaux-arts. Nel 1869 fu nominato senatore a vita. Fu insignito della Legion d'onore con il grado di grande ufficiale nel 1877.
Fu sepolto a Parigi sotto un monumento funebre ornato della sua statua al cimitero di Père-Lachaise. Un suo busto fu posto su una stele sulla via che porta il suo nome nel X arrondissement di Parigi.
Un altre busto si trova nella sede della Mutuelle nationale des artistes Taylor.